# MSC Oliver
MSC Oliver — один из крупнейших морских контейнеровозов в мире. Второй из серии судов MSC Oscar, MSC Zoe , MSC Maya и MSC Sveva.

## Название
Контейнеровоз назван Оливер в честь племянника Диего Апорте, президента и исполнительного директора компании «Mediterranean Shipping Company» (MSC).

## Строительство
«MSC Oliver» начал строиться на верфях компании «Daewoo» в декабре 2013 года. Строительство завершено в марте 2015 года. В первый рейс контейнеровоз отправился в апреле 2015 года. Стоимость постройки: 140 миллионов долларов США.

## Заход в бухту Славянка
Сразу же после церемонии крещения «MSC Oliver» 2 апреля 2015 года прибыл в российскую бухту Славянка для бункеровки.

## Двигательная установка
Главным двигателем контейнеровоза является двухтактный дизельный двигатель MAN Diesel 11S90ME-C. Максимальная мощность — 62,5 МВт (83 800 л.с.). Нормальная мощность 56,25 МВт (75 430 л.с.).

## Параметры судна
- Длина — 395,40 м
- Ширина — 59 м
- Осадка — 16 м
- Водоизмещение — 196000  тонн
- Вместимость — 19 224 контейнеров TEU, из них 1800 рефрижираторные
- Экипаж - 24-35 человек
- Скорость — максимальная 25,0 узлов (46 км/ч), крейсерская 22,5 узла (42 км/ч)